# Mika Salo
Mika Juhani Salo (Helsinki, 1966. november 30.–) finn autóversenyző, volt Formula–1-es pilóta.

## Pályafutása
Megnyerte az európai Formula–Ford bajnokságot. 1990-ben a brit Formula–3-as mezőnyben találkozott honfitársával Mika Häkkinennel, akivel komoly csatákat vívott a bajnoki címért. A párharcból végül Häkkinen került ki győztesen. A Formula–3000-es csapatoktól sorra kapta a jobbnál jobb szerződéseket. Az ittas vezetése miatt Japánba „száműzték”, ahol 1994-ig Formula–3000-es versenyeken indult. Az 1994-es idény végén két futamra leigazolta a hanyatló Lotus csapat, de elég jól szerepelt ahhoz, hogy felkeltse a Tyrrell csapat érdeklődését, így az 1995-ös szezonra leszerződtették. Az első versenyen sokáig a harmadik helyen autózott. 1995-ben kétszer ötödik lett és ezt a teljesítményét 1996-ban is megismételte. 1998-ban az Arrows-hoz szerződött, ahol a motor gyenge teljesítménye miatt nem tudott jó eredményeket elérni. Az 1999-es évad első felében a BAR csapat színeiben versenyzett, az idény második felében, az osztrák nagydíjtól kezdve pedig a Ferrari színeiben. A következő nagydíjon második lett, az olasz nagydíjon pedig a harmadik helyen végzett. Összetettben pedig a tizedik lett. 2000-ben a Sauberhez igazolt, majd egy év kihagyás után a  Toyota csapattal tért vissza 2002-ben.

## Teljes Formula–1-es eredménysorozata
(Táblázat értelmezése)

(Félkövér: pole-pozícióból indult; dőlt: leggyorsabb kört futott) 

| Év   | Csapat  | 1       | 2      | 3      | 4       | 5      | 6      | 7       | 8      | 9      | 10     | 11     | 12     | 13     | 14     | 15     | 16     | 17     | Helyezés | Pont |
| ---- | ------- | ------- | ------ | ------ | ------- | ------ | ------ | ------- | ------ | ------ | ------ | ------ | ------ | ------ | ------ | ------ | ------ | ------ | -------- | ---- |
| 1994 | Lotus   | BRA     | PAC    | SMR    | MON     | ESP    | CAN    | FRA     | GBR    | GER    | HUN    | BEL    | ITA    | POR    | EUR    | JPN 10 | AUS Ki |        | –        | 0    |
| 1995 | Tyrrell | BRA 7   | ARG Ki | SMR Ki | ESP 10  | MON Ki | CAN 7  | FRA 15  | GBR 8  | GER Ki | HUN Ki | BEL 8  | ITA 5  | POR 13 | EUR 10 | PAC 12 | JPN 6  | AUS 5  | 15.      | 5    |
| 1996 | Tyrrell | AUS 6   | BRA 5  | ARG Ki | EUR Kiz | SMR Ki | MON 5  | ESP Kiz | CAN Ki | FRA 10 | GBR 7  | GER 9  | HUN Ki | BEL 7  | ITA Ki | POR 11 | JPN Ki |        | 13.      | 5    |
| 1997 | Tyrrell | AUS Ki  | BRA 13 | ARG 8  | SMR 9   | MON 5  | ESP Ki | CAN Ki  | FRA Ki | GBR Ki | GER Ki | HUN 13 | BEL 11 | ITA Ki | AUT Ki | LUX 10 | JPN Ki | EUR 12 | 17.      | 2    |
| 1998 | Arrows  | AUS Ki  | BRA Ki | ARG Ki | SMR 9   | ESP Ki | MON 4  | CAN Ki  | FRA 13 | GBR Ki | AUT Ki | GER 14 | HUN Ki | BEL Ni | ITA Ki | LUX 14 | JPN Ki |        | 13.      | 3    |
| 1999 | BAR     | AUS     | BRA    | SMR 7  | MON Ki  | ESP 8  | CAN    | FRA     | GBR    |        |        |        |        |        |        |        |        |        | 10.      | 10   |
| 1999 | Ferrari |         |        |        |         |        |        |         |        | AUT 9  | GER 2  | HUN 12 | BEL 7  | ITA 3  | EUR Ki | MAL    | JPN    |        | 10.      | 10   |
| 2000 | Sauber  | AUS Kiz | BRA Ni | SMR 6  | GBR 8   | ESP 7  | EUR Ki | MON 5   | CAN Ki | FRA 10 | AUT 6  | GER 5  | HUN 10 | BEL 9  | ITA 7  | USA Ki | JPN 10 | MAL 8  | 11.      | 6    |
| 2002 | Toyota  | AUS 6   | MAL 12 | BRA 6  | SMR Ki  | ESP 9  | AUT 8  | MON Ki  | CAN Ki | EUR Ki | GBR Ki | FRA Ki | GER 9  | HUN 15 | BEL 7  | ITA 11 | USA 14 | JPN 8  | 17.      | 2    |

## Fordítás
- Ez a szócikk részben vagy egészben  a   Mika Salo című angol Wikipédia-szócikk fordításán alapul.  Az eredeti cikk szerkesztőit annak laptörténete sorolja fel. Ez a jelzés csupán a megfogalmazás eredetét és a szerzői jogokat jelzi, nem szolgál a cikkben szereplő információk forrásmegjelöléseként.